# 馬爾薩拉
馬爾薩拉（義大利語：Marsala）是位於義大利西西里大區特拉帕尼省的一個市镇，也是特拉帕尼省最大的城市。位於西西里島西部海岸。馬爾薩拉以其的葡萄酒而聞名。